# Act a Fool
«Act a Fool» — пісня американського репера Лудакріса із саундтреку до фільму «Подвійний форсаж» 2003 року (у якому він грає роль Теджа Паркера). Пісня також присутня як бонус-трек у британській версії його четвертого альбому Chicken-n-Beer. Вона була номінована на премію «Греммі» як найкраща пісня, написана для кінофільму, телебачення чи інших візуальних засобів масової інформації.

## Чарти
| Чарт (2003)                             | Найвища позиція |
| --------------------------------------- | --------------- |
| Австралія (ARIA) Urban Singles          | 15              |
| США (Billboard Hot 100)                 | 32              |
| США (Hot R&B/Hip-Hop Songs) (Billboard) | 20              |
| США (Rap Songs) (Billboard)             | 10              |
| США (Rhythmic) (Billboard)              | 7               |